# روكي جونيور
روكي جونيور (Roque Júnior) ، من مواليد 31 أغسطس 1976 في البرازيل ، بدأ مسيرته الكروية مع نادي سان جزسي ، ثم انتقل إلى نادي بالميراس. وفي عام 2000 انتقل إلى نادي إيه سي ميلان ، وقد ساعد الفريق على الفوز بدوري أبطال أوروبا في عام 2003 ، وقد لعب مع منتخب البرازيل لكرة القدم وكان ضمن الفريق الذهبي الفائز بكأس العالم لكرة القدم 2002 وكأس القارات 2005.
لعب من 2004 إلى 2007 في نادي باير ليفركوزن الألماني ولعب بعدها أربع مباريات مع نادي دويسبورغ الألماني قبل أن ينتقل إلى الريان القطري في 2008 ولعب معهم ثلاث مباريات.

## روابط خارجية
- روكي جونيور على موقع الاتحاد الدولي (مؤرشف)  (الإنجليزية)
- روكي جونيور على موقع الاتحاد الأوربي (الإنجليزية)
- روكي جونيور على موقع قاعدة بيانات كرة القدم.إي يو (الإنجليزية)
- روكي جونيور على موقع بيانات كرة القدم. دي إي (الألمانية)
- روكي جونيور على موقع ليكيب (الفرنسية)
- روكي جونيور على موقع ناشيونال فوتبول تيمز (الإنجليزية)
- روكي جونيور على موقع Soccerway.com (الإنجليزية)
- روكي جونيور على موقع عالم كرة القدم.نت (الإنجليزية)
- روكي جونيور على موقع كووورة